# 897-й истребительный авиационный полк
897-й истребительный авиационный Кишинёвский ордена Суворова полк (897-й иап) — воинская часть Военно-воздушных сил (ВВС) Вооружённых Сил РККА, принимавшая участие в боевых действиях Великой Отечественной войны.

## История наименований полка
За весь период своего существования полк несколько раз менял своё наименование:
- 897-й истребительный авиационный полк;
- 897-й истребительный авиационный Кишинёвский полк;
- 897-й истребительный авиационный Кишинёвский ордена Суворова полк;
- 974-й истребительный авиационный Кишинёвский ордена Суворова полк;
- Войсковая часть (Полевая почта) 53896.

## История и боевой путь полка
897-й истребительный авиационный полк начал формироваться 15 мая 1942 года при 13-м запасном истребительном авиаполку Приволжского военного округа (г. Кузнецк Пензенской обл.) по штату 015/174. Окончил формирование 7 сентября 1942 года и был передан в состав 221-й бомбардировочной авиационной дивизии. Боевой работы не вёл. В октябре направлен в 6-й запасной истребительный авиационный полк Приволжского военного округа в г. Рассказово Тамбовской области, где 15 октября 1942 года переформирован по штату 015/284 и 20 октября укомплектован 32-я истребителями Як-7б.
С 28 октября 1942 года полк приступил к боевой работе в составе 288-й истребительной авиационной дивизии 1-го смешанного авиационного корпуса, действовавшего в подчинении штаба 17-й воздушной армии Юго-Западного фронта.
Первая известная воздушная победа полка в Отечественной войне одержана 28 ноября 1942 года: парой Як-7б (ведущий старший лейтенант Кравчук В. В.) в воздушном бою в районе севернее хут. Липовский сбит немецкий тяжёлый истребитель Messerschmitt Bf.110.
С 24 марта по 3 мая 1943 года полк в составе 288-й истребительной авиационной дивизии 10-го смешанного авиационного корпуса находился в резерве СВГК в Михайловском районе Воронежской области. Боевой работы не вёл, занимался по плану учебно-боевой подготовки. С 25 апреля полк убыл в 16-й запасной истребительный авиационный полк Приволжского военного округа на аэродром Аткарск Саратовской области, где до 28 мая был доукомплектован самолётами Як-1б. С 5 июня 1943 года полк возобновил боевую работу в составе 288-й истребительной авиационной дивизии 1-го смешанного авиационного корпуса 17-й воздушной армии Юго-Западного фронта на самолётах Як-1 и Як-7б. В октябре 1943 года Юго-Западный фронт переименован в 3 Украинский фронт. В декабре 1943 года полк переформирован по штату 015/364 (авиационные эскадрильи — 3; боевые самолёты 40 (в звене управления — 4), учебно-тренировочные — 1, самолёты связи — 1), а в марте 1944 года в полк стали поступать истребители Як-9.
В мае 1944 года вместе с 288-й истребительной авиационной дивизией выведен из состава 1-го смешанного авиационного корпуса в подчинение штаба 17-й воздушной армии. С 1 июня по 19 августа полк боевой работы не вёл, занимаясь по плану учебно-боевой подготовки. В марте 1945 года полк получил первые Як-3 и приступил к их освоению. День победы полк встретил в Австрии.

### Участие в операциях и битвах
- Сталинградская битва[1] — с 19 ноября 1942 года по 2 февраля 1943 года.
- Среднедонская операция[1] — с 16 декабря 1942 года по 30 декабря 1942 года.
- Ворошиловградская операция «Скачок»[1] — с 29 января 1943 года по 18 февраля 1943 года.
- Курская битва — с 5 июля 1943 года по 12 июля 1943 года.
- Изюм-Барвенковская наступательная операция[1] — с 17 июля 1943 года по 27 июля 1943 года.
- Белгородско-Харьковская операция — с 3 августа 1943 года по 23 августа 1943 года.
- Донбасская операция — с 13 августа 1943 года по 22 сентября 1943 года.
- Запорожская операция[1] — с 10 октября 1943 года по 14 октября 1943 года.
- Днепропетровская операция[1] — с 23 октября 1943 года по 5 ноября 1943 года.
- Никопольско-Криворожская наступательная операция[1] — с 30 января 1944 года по 29 февраля 1944 года.
- Березнеговато-Снигиревская операция — с 6 марта 1944 года по 18 марта 1944 года.
- Одесская наступательная операция[1] — с 23 марта 1944 года по 14 апреля 1944 года.
- Ясско-Кишинёвская операция[1] — с 20 августа 1944 года по 29 августа 1944 года.
- Белградская операция — с 28 сентября 1944 года по 20 октября 1944 года.
- Будапештская операция[1] — с 29 октября 1944 года по 13 февраля 1945 года.
- Балатонская оборонительная операция[1] — с 6 марта 1945 года по 15 марта 1945 года.
- Венская наступательная операция[1] — с 16 марта 1945 года по 15 апреля 1945 года.

### В составе действующей армии
В составе действующей армии полк находился:
- с 28 октября 1942 года по 23 марта 1943 года[2];
- с 5 июня 1943 года по 9 мая 1945 года[2].

### Послевоенный период истории полка
После войны полк в составе 288-й истребительной авиационной дивизии вошёл в состав 3-го гвардейского истребительного авиационного корпуса 17-й воздушной армии Южной группы войск. В октябре 1947 года полк в составе 288-й иад вышел из 3-го гвардейского истребительного авиационного корпуса 17-й воздушной армии Южной группы войск и передислоцировался в СССР, войдя в состав ВВС Киевского военного округа. В феврале 1949 года полк переименован в 974-й истребительный авиационный полк. 2 марта 1959 года полк расформирован в 138-й истребительной авиационной дивизии Киевского военного округа на аэродроме Миргород. Впоследствии, Боевое Знамя 897ИАП, было вручено учебному полку Харьковского училища лётчиков, расположенного в селе Великая Круча Полтавской области.    В\ч 21900. После расформирования Харьковского училища лётчиков, знамя было передано на хранение в Киев.

## Командиры полка
- майор, подполковник Кобылицкий Василий Леонтьевич[6], 15.05.1942 — 10.07.1943
- майор, подполковник Марков Алексей Михайлович[6], 10.07.1943 — 22.07.1946

## В составе соединений и объединений
| Период        | Фронт (округ)                               | армия                                  | корпус                                            | дивизия                                       | примечание                              |
| ------------- | ------------------------------------------- | -------------------------------------- | ------------------------------------------------- | --------------------------------------------- | --------------------------------------- |
| 15.05.1942 г. | Приволжский военный округ                   | ВВС округа                             |                                                   | 13-й запасной истребительный авиационный полк | г. Кузнецк Пензенская область, Як-1     |
| 07.09.1942 г. | Резерв ставки ВГК                           | 1-я бомбардировочная авиационная армия |                                                   | 221-я бомбардировочная авиационная дивизия    |                                         |
| 10.09.1942 г. | Резерв ставки ВГК                           |                                        |                                                   | 221-я бомбардировочная авиационная дивизия    |                                         |
| 15.10.1942 г. | Приволжский военный округ                   | ВВС округа                             |                                                   | 6-й запасной истребительный авиационный полк  | г. Рассказово Тамбовская область, Як-7б |
| 28.10.1942 г. | Юго-Западный фронт                          | ВВС фронта                             | 1-й смешанный авиационный корпус                  | 288-я истребительная авиационная дивизия      |                                         |
| 15.11.1942 г. | Юго-Западный фронт                          | 17-я воздушная армия                   | 1-й смешанный авиационный корпус                  | 288-я истребительная авиационная дивизия      |                                         |
| 24.03.1943 г. | Резерв Ставки Верховного Главнокомандования |                                        | 10-й смешанный авиационный корпус                 | 288-я истребительная авиационная дивизия      |                                         |
| 25.04.1943 г. | Приволжский военный округ                   | ВВС округа                             |                                                   | 16-й запасной истребительный авиационный полк | Аткарск, Саратовская область, Як-1б     |
| 29.05.1943 г. | Юго-Западный фронт                          | 17-я воздушная армия                   | 1-й смешанный авиационный корпус                  | 288-я истребительная авиационная дивизия      |                                         |
| 20.10.1943 г. | 3-й Украинский фронт                        | 17-я воздушная армия                   | 1-й смешанный авиационный корпус                  | 288-я истребительная авиационная дивизия      |                                         |
| 28.05.1944 г. | 3-й Украинский фронт                        | 17-я воздушная армия                   |                                                   | 288-я истребительная авиационная дивизия      |                                         |
| 09.05.1945 г. | 3-й Украинский фронт                        | 17-я воздушная армия                   |                                                   | 288-я истребительная авиационная дивизия      |                                         |
| 10.06.1945 г. | Южная группа войск                          | 17-я воздушная армия                   |                                                   | 288-я истребительная авиационная дивизия      |                                         |
| 05.12.1945 г. | Южная группа войск                          | 17-я воздушная армия                   | 3-й гвардейский истребительный авиационный корпус | 288-я истребительная авиационная дивизия      |                                         |
| 01.10.1947 г. | Киевский военный округ                      | 17-я воздушная армия                   |                                                   | 288-я истребительная авиационная дивизия      |                                         |
| 20.02.1949 г. | Киевский военный округ                      | 69-я воздушная армия                   |                                                   | 138-я истребительная авиационная дивизия      | переименован в 974-й иап                |
| 02.03.1959 г. | Киевский военный округ                      | 69-я воздушная армия                   |                                                   | 138-я истребительная авиационная дивизия      | расформирован                           |

## Почётные наименования

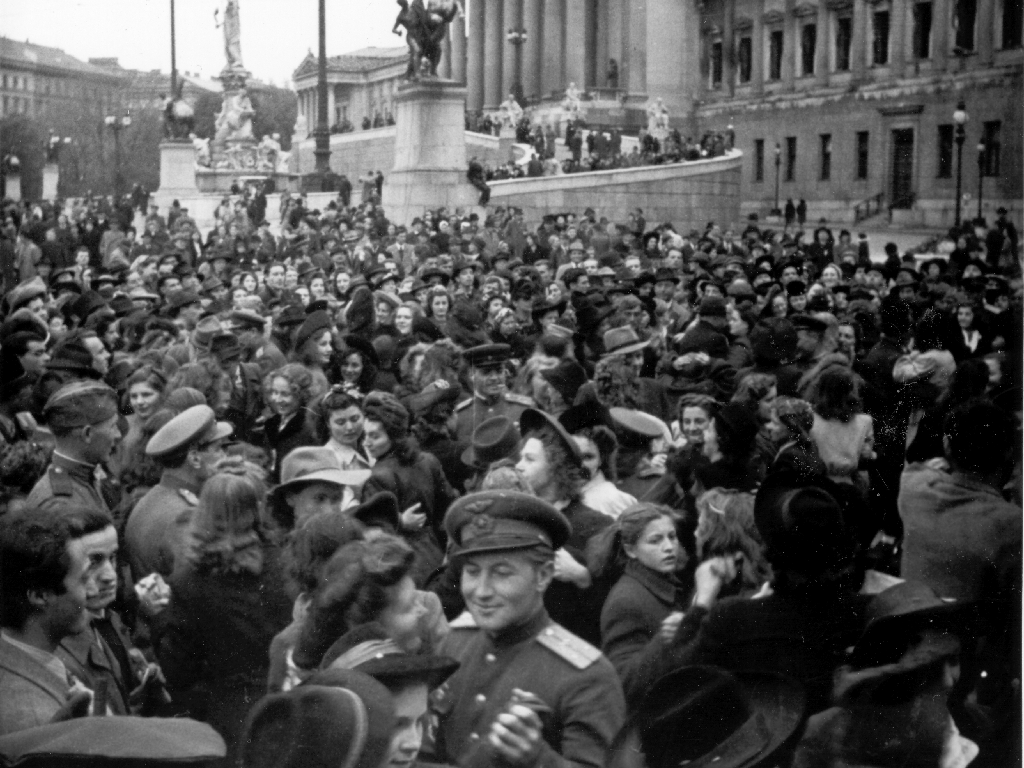
В освобождённой Вене

897-му истребительному авиационному полку 7 сентября 1944 года за отличие в боях при прорыве обороны противника южнее Бендеры и за овладение городом Кишинёв присвоено почётное наименование «Кишинёвский»

## Награды
897-й истребительный авиационный Кишинёвский полк за образцовое выполнение заданий командования в боях с немецкими захватчиками, за овладение городами Браилов и Констанца и проявленные при этом доблесть и мужество Указом Президиума Верховного Совета СССР от 16 сентября 1944 года награждён орденом Суворова III степени.

## Благодарности Верховного Главнокомандующего
За проявленные образцы мужества и героизма Верховным Главнокомандующим лётчикам полка в составе 288-й иад объявлены благодарности:

| - За освобождение городов Новомосковск, Синельниково, Лозовая и Павлоград. - За прорыв обороны противника южнее Бендер - За овладение городом Галац - За овладение городом Браилов - За освобождение города Белград - За форсирование реки Дунай - За овладение городами Секешфехервар и Бичке - За овладение городом Шопрон - За овладение городом Будапешт - За овладение городами Секешфехервар и Веспрем | - За овладение городами Папа и Девечер - За овладение городами Чорно и Шарвар - За овладение городами Сомбатель, Капувар и Кесег - За овладение городами Вашвар и Керменд - За овладение городом Шопрон - За овладение городом Надьканижа - За овладение Винер-Нойштадтом - За овладение городом Вена - За овладение городом Санкт-Пельтен - За овладение городом Брно |

## Отличившиеся воины
- Барченков Даниил Гаврилович, капитан, командир эскадрильи 897-го истребительного авиационного полка 288-й истребительной авиационной дивизии 17-й воздушной армии Указом Президиума Верховного Совета СССР от 29 июня 1945 года удостоен звания Герой Советского Союза. Золотая Звезда № 6895.
- Каравай Павел Петрович, капитан, командир эскадрильи 897-го истребительного авиационного полка 288-й истребительной авиационной дивизии 17-й воздушной армии Указом Президиума Верховного Совета СССР от 18 августа 1945 года удостоен звания Герой Советского Союза. Золотая Звезда № 6889.
- Лозовский Виктор Артемьевич, капитан, командир эскадрильи 897-го истребительного авиационного полка 288-й истребительной авиационной дивизии 17-й воздушной армии Указом Президиума Верховного Совета СССР от 23 февраля 1948 года удостоен звания Герой Советского Союза. Золотая Звезда № 5824.
- Меренков Виктор Алексеевич, старший лейтенант, штурман эскадрильи 897-го истребительного авиационного полка 288-й истребительной авиационной дивизии 17-й воздушной армии Указом Президиума Верховного Совета СССР от 23 февраля 1945 года удостоен звания Герой Советского Союза. Золотая Звезда № 4891.
- Микрюков Виталий Васильевич, капитан, заместитель командира эскадрильи 897-го истребительного авиационного полка 288-й истребительной авиационной дивизии 17-й воздушной армии Указом Президиума Верховного Совета СССР от 29 июня 1945 года удостоен звания Герой Советского Союза. Посмертно.
- Сидоренко Ростислав Иванович, капитан, командир эскадрильи 897-го истребительного авиационного полка 288-й истребительной авиационной дивизии 17-й воздушной армии Указом Президиума Верховного Совета СССР от 2 августа 1944 года удостоен звания Герой Советского Союза. Золотая Звезда № 3467.
- Чугунов Виктор Константинович, капитан, командир эскадрильи 897-го истребительного авиационного полка 288-й истребительной авиационной дивизии 17-й воздушной армии Указом Президиума Верховного Совета СССР от 26 октября 1944 года удостоен звания Герой Советского Союза. Золотая Звезда № 2697.

## Лётчики-асы полка
| Фамилия, имя отчество         | Награды | Сбито самолётов (+ в группе) | Примечание |
| ----------------------------- | ------- | ---------------------------- | --- |
| Меренков Виктор Алексеевич    |         | 22 + 0                       | Лётчик полка: авг. 1943 — май 1945. Боевых вылетов: 209 [06.04.1945] |
| Микрюков Виталий Васильевич   |         | 22 + 0                       | Лётчик полка: июнь 1943 — апр. 1945. Боевых вылетов: около 250. Погиб 12 апреля 1945 г. Убит военнослужащим другой части.                                                                                                |
| Барченков Даниил Гаврилович   |         | 19 + 0                       | Лётчик полка: авг. 1943 — май 1945. Боевых вылетов: 306; воздушных боёв: 52. Погиб 30 мая 1950 г. Разбился в авиационной катастрофе. По представлению к званию Героя Советского Союза лично сбил 24 самолёта противника. |
| Лозовский Виктор Артемьевич   |         | 19 + 0                       | Лётчик полка: май 1943 — май 1945. Боевых вылетов: 327; воздушных боёв: 42. |
| Сидоренко Ростислав Иванович  |         | 14 + 4                       | Советско-финляндская война (1939—1940): воевал в составе пехотной части. Лётчик полка: окт. 1942 — май 1945. Боевых вылетов: около 200.                                                                                  |
| Чугунов Виктор Константинович |         | 13 + 3                       | Лётчик полка: окт. 1942 — фев. 1945 Боевых вылетов: около 300. Погиб 15 февраля 1945 г. Разбился во время проведения учебного воздушного боя.                                                                            |
| Новиков Иван Петрович         |         | 13 + 1                       | Лётчик полка: окт. 1942 — авг. 1944. Боевых вылетов: 258; воздушных боёв: 28. Пропал без вести 24 августа 1944 г. Не вернулся с боевого задания.                                                                         |
| Мошин Пётр Михайлович         |         | 12 + 3                       | Лётчик полка: окт. 1942 — фев. 1944. Боевых вылетов: около 400 |
| Каравай Павел Петрович        |         | 10 + 7                       | Лётчик полка: окт. 1942 — май 1945. Боевых вылетов: 171; воздушных боёв: около 40. |
| Бойков Павел Михайлович       |         | 8 + 5                        | Лётчик полка: окт. 1942—1943. Боевых вылетов: 345; воздушных боёв: 51. |
| Виткович Виктор Викторович    |         | 8 + 0                        | Лётчик полка: май 1944 — март 1945, март — май 1945. Боевых вылетов: 175 |
| Сакулин Иван Иванович         |         | 8 + 0                        | Лётчик полка: май 1943 — фев. 1944. Погиб 8 февраля 1944 г. Сбит огнём с земли. |
| Марков Алексей Михайлович     |         | 7 + 7                        | Лётчик полка: июль 1943 — май 1945. Боевых вылетов: 158 [05.04.1945]; воздушных боёв: 59 |
| Акинин Гавриил Дмитриевич     |         | 7 + 5                        | Лётчик полка: окт. 1942 — май 1945. Боевых вылетов: 175 [18.05.1944] |
| Колендо Михаил Александрович  |         | 7 + 0                        | Лётчик полка: июль 1943 — май 1944. Погиб 16 мая 1944 г. Сбит в воздушном бою. |
| Долгополов Виктор Викторович  |         | 7 + 0                        | Лётчик полка: май — сент. 1943. Пропал без вести 26 сентября 1943 г. Не вернулся с боевого задания. |
| Михайлов Владимир Петрович    |         | 6 + 0                        | Лётчик полка: май 1943 — май 1945. Боевых вылетов: около 250. |
| Исламов Генрих Николаевич     |         | 5 + 1                        | Лётчик полка: май 1943 — март 1945. Боевых вылетов: 147; воздушных боёв: 30 |
| Бегляров Сергей Джавадович    |         | 5 + 0                        | Лётчик полка: май 1943 — ?. |
| Бень Иосиф Кириллович         |         | 5 + 0                        | Лётчик полка: май 1943 — сент. 1944. Боевых вылетов: 202 [15.05.1944] |
| Дворников Михаил Семёнович    |         | 5 + 0                        | Лётчик полка: май 1943 — май 1945. Боевых вылетов: 255; воздушных боёв: 20 |
| Лукашевич Александр Иванович  |         | 5 + 0                        | Лётчик полка: май 1944 — май 1945. Боевых вылетов: 142 |
| Посуйко Николай Андреевич     |         | 5 + 0                        | Лётчик полка: дек. 1943 — май 1945. Боевых вылетов: 109; воздушных боёв: 13. |

## Итоги боевой деятельности полка
Всего за годы Великой Отечественной войны полком:
| Выполнено боевых вылетов | Сбито самолётов в воздухе | Уничтожено самолётов всего |
| ------------------------ | ------------------------- | -------------------------- |
| 9103                     | 356                       | 356                        |

Свои потери:
| Потеряно самолётов, всего | Погибло лётчиков всего |
| ------------------------- | ---------------------- |
| 155                       | 52                     |

## Самолёты на вооружении
| Период                  | Самолёты           | Фото   | Период                  | Самолёты | Фото   |
| ----------------------- | ------------------ | ------ | ----------------------- | -------- | ------ |
| 17.04.1942 — 15.12.1944 | Як-1, Як-1б        | И-26   | 05.05.1943 — 15.12.1944 | Як-7б    | Як-7   |
| 03.1944 — 15.12.1944    | Як-9, Як-9Д, Як-9Т | Як-9   | 17.08.1944 — 1951       | Як-3     | Як-3   |
| 1951 — 1954             | МиГ-15             | МиГ-15 | 1954 — 1959             | МиГ-17   | МиГ-17 |

## Базирование
| Период            | Аэродром                 |
| ----------------- | ------------------------ |
| 04.1945 — 07.1945 | Мюнхендорф, Австрия      |
| 07.1945 — 10.1947 | Стара-Загора, Болгария   |
| 10.1947 — 03.1959 | Миргород, Украинская ССР |